# Animalario
Animalario és un grup de teatre espanyol format el 1996 quan els actors Alberto San Juan, Guillermo Toledo, Nathalie Poza i Ernesto Alterio formaren la companyia Ración de Oreja, amb la que presentaren el muntatge Animalario, que seria el primer text com a autor d'Alberto San Juan.
Mentre representen Animalario coneixen Andrés Lima, i la seva afinitat en la manera de veure el teatre els duu a realitzar un nou muntatge unint les seves respectives companyies: Qué te importa que te ame. Un any més tard, amb els dos grups ja unificats, adopten el nom d'Animalario per a denominar a la companyia i estrenen El fin de los sueños, escrita també per Alberto San Juan obtenint el Premi Max al millor espectacle revelació. En 2001 decideixen fer un muntatge amb set texts curts escrits per Alberto San Juan, Juan Mayorga i Juan Cavestany sota el títol de Tren de mercancías huyendo hacia el Oeste. Siete piezas, siete. Aquest mateix any s'estrena també Pornografía barata, escrita i dirigida per Andrés Lima.
Al febrer de 2003 estrenen el muntatge 'Alejandro y Ana: todo lo que España no pudo ver del banquete de boda de la hija del presidente', de Juan Mayorga i Juan Cavestany, per la qual en 2004 van obtenir un premi Max al millor espectacle de teatre i a la millor empresa de producció. A més d'aquests dos premis, també va ser nominat al millor text teatral. El seu següent espectacle, estrenat en 2004 en el Nou Teatre Alcalá, va ser Últimas palabras de copito de Nieve, de Juan Mayorga, amb direcció d'Andrés Lima. Van obtenir els Premis Chivas 2005 de Teatre al Millor espectacle, text i direcció. El següent muntatge, Hamelin, de nou amb text de Juan Mayorga i direcció d'Andrés Lima, es va estrenar en 2005 al Teatro de la Abadía de Madrid.
Han obtingut diversos premis: Premio Nacional de Teatro 2005 concedit pel Ministeri de Cultura. El jurat va concedir Animalario el guardó pel seu muntatge de l'obra Hamelin, de Juan Mayorga, en reconeixement del compromís ètic i estètic que aquesta proposta escènica comporta. A més, Hamelin ha estat guardonada també en l'edició dels Premis Max 2006 amb 4 premis MAX de les arts escèniques: Millor Espectacle, Millor Autor, Millor Director i Millor Empresari Privat. En el 2007 s'estrena Marat-Sade de Peter Weiss, en versió d'Alfonso Sastre. És per aquesta obra que és finalista en 6 categories en la XI edició dels Premis Max que se celebrarà al febrer de 2008: Millor Espectacle de Teatre: Animalario - Centre Dramàtic Nacional, Millor Adaptació d'Obra Teatral: Alfonso Sastre, Millor Director d'Escena: Andrés Lima, Millor Figurinista: Beatriz San Juan, Millor Actor Protagonista: Alberto San Juani Millor Empresari o Productor Privat d'Arts Escèniques: Animalario.
Al desembre de 2007 es representa "Argelino, servidor de dos amos", a partir de l'obra de Carlo Goldoni amb direcció d'Andrés Lima i versió d'Alberto San Juan i Andrés Lima. Es representa al Teatro de la Abadía en coproducció amb Animalario. El repartiment del muntatge el conformen, entre d'altres, Elisabet Gelabert, en el paper de Clarissa; Javier Gutiérrez, com Argelino; Alberto Jiménez, qui interpreta a Pantalone; i Rosa Manteiga com Beatriz. Altres persones relacionades amb el grup han estat Roberto Álamo, Javier Gutiérrez, Luis Bermejo, Fernando Tejero, Pilar Castro, Javivi, Miguel Malla, Beatriz San Juan, Diego Paris, Secun de la Rosa, Blanca Portillo, Gonzalo de Castro, Pedro Casablanc, Lola Casamayor, Encarna Breis, Miguel Rellán…

## Obres representades
- Bonitas Historias de entretenimiento sobre la humillación cotidiana de existir (1996)
- Que te importa que te ame (2000)
- El fin de los sueños (2001)
- Tren de mercancías huyendo hacia el oeste. Siete piezas, siete (2001)
- Alejandro y Ana (2003)
- Las últimas palabras de Copito de Nieve (2004)
- Hamelin (2005)
- Marat Sade (2007)
- Argelino, servidor de dos amos (2007)